# Système différentiel
Un système différentiel est un ensemble d'équations différentielles couplées, c'est-à-dire d'équations différentielles qui ne peuvent pas être résolues séparément.
Il s'agit en général d'équations différentielles ordinaires, mais un ensemble d'équations aux dérivées partielles peut aussi être qualifié de système différentiel.

## Exemples

### Équations différentielles couplées
Système de Lorenz :
{\displaystyle \left\{{\begin{aligned}{\frac {\mathrm {d} x}{\mathrm {d} t}}&=\sigma \,[(y(t)-x(t)]\\{\frac {\mathrm {d} y}{\mathrm {d} t}}&=\rho \,x(t)-y(t)-x(t)\,z(t)\\{\frac {\mathrm {d} z}{\mathrm {d} t}}&=x(t)\,y(t)-\beta \,z(t)\end{aligned}}\right.}
Ce système à seulement trois degrés de liberté est une simplification des équations de Navier-Stokes (voir ci-dessous), applicable à la convection de Rayleigh-Bénard pour des nombres de Rayleigh supérieurs à la valeur critique ({\displaystyle \rho =\mathrm {Ra/Ra_{c}} }). C'est un des systèmes différentiels les plus simples conduisant à un comportement chaotique (ainsi qu'à des trajectoires périodiques).

### Équations aux dérivées partielles couplées
Équations de Navier-Stokes :
{\displaystyle \left\{{\begin{aligned}{\frac {\partial }{\partial t}}(\rho \,\mathbf {u} )+\nabla \cdot (\rho \,\mathbf {u} \otimes \mathbf {u} )&=-\nabla \cdot p\,\mathbf {I} +\nabla \cdot {\boldsymbol {\tau }}+\rho \,\mathbf {g} \\\rho \left({\frac {\partial \mathbf {u} }{\partial t}}+\mathbf {u} \cdot \nabla \mathbf {u} \right)&=-\nabla {\bar {p}}+\mu \,\nabla ^{2}\mathbf {u} +{\tfrac {1}{3}}mu\,\nabla (\nabla \cdot \mathbf {u} )+\rho \mathbf {g} \end{aligned}}\right.}
où les grandeurs {\displaystyle p} et {\displaystyle {\boldsymbol {\tau }}} sont reliées à {\displaystyle \mathbf {u} } par des relations non différentielles.
Les équations de Navier-Stokes décrivent le mouvement des fluides newtoniens, et constituent le cœur de la dynamique des fluides.

## Système différentiel vs équation différentielle unique
La résolution d'un système d'équations différentielles peut être ramenée à celle d'une unique équation différentielle, d'ordre supérieur. Dans le système de Lorenz par exemple (cf. ci-dessus), on peut utiliser la 1re équation pour exprimer {\displaystyle y(t)} en fonction de {\displaystyle x(t)} et {\displaystyle {\frac {\mathrm {d} x}{\mathrm {d} t}}}, et reporter le résultat dans les deux autres équations. On peut ensuite extraire {\displaystyle z(t)} de la 2e équation pour l'exprimer en fonction de {\displaystyle x(t)}, {\displaystyle {\frac {\mathrm {d} x}{\mathrm {d} t}}} et {\displaystyle {\frac {\mathrm {d} ^{2}x}{\mathrm {d} t^{2}}}}, et reporter le résultat dans la 3e et dernière équation. On obtient ainsi une unique relation entre {\displaystyle x(t)}, {\displaystyle {\frac {\mathrm {d} x}{\mathrm {d} t}}}, {\displaystyle {\frac {\mathrm {d} ^{2}x}{\mathrm {d} t^{2}}}} et {\displaystyle {\frac {\mathrm {d} ^{3}x}{\mathrm {d} t^{3}}}}, c'est-à-dire une équation différentielle d'ordre 3.
Réciproquement, on peut transformer une équation différentielle d'ordre n en un système différentiel d'ordre 1 et de dimension n (c'est-à-dire un ensemble de n équations différentielles couplées, chacune d'ordre 1).

## Cas particuliers

### Systèmes différentiels linéaires
Un système différentiel linéaire est constitué d'équations différentielles linéaires (la linéarité porte sur les fonctions inconnues et sur leurs dérivées).
Un système différentiel d'ordre 1 et de dimension {\displaystyle n} est équivalent à une unique équation différentielle d'ordre {\displaystyle n}, et réciproquement. Plus généralement, tout système (de dimension quelconque) d'équations différentielles linéaires (d'ordre quelconque) peut s'écrire comme un système différentiel linéaire d'ordre 1, qu'on peut mettre sous la forme canonique :
{\displaystyle {\frac {\mathrm {d} \mathbf {x} }{\mathrm {d} t}}=\mathbf {L} (t)\cdot \mathbf {x} (t)}
où {\displaystyle \mathbf {x} (t)} est un vecteur colonne rassemblant les {\displaystyle n} fonctions inconnues {\displaystyle x_{1}(t),x_{2}(t),\ldots ,x_{n}(t)} et {\displaystyle \mathbf {L} (t)} une matrice carrée dont les éléments sont des fonctions connues de la variable {\displaystyle t}. Le système a une solution unique si on lui adjoint {\displaystyle n} conditions supplémentaires, en général sous la forme de conditions initiales :
{\displaystyle \mathbf {x} (t_{0})=\mathbf {x} _{0}}
où {\displaystyle t_{0}} est un certain instant (« initial ») et {\displaystyle \mathbf {x} _{0}} une colonne de {\displaystyle n} constantes.
Comme tout système d'ordre 1 muni de conditions initiales, le système ci-dessus a une solution unique. On peut l'expliciter quand {\displaystyle \mathbf {L} (t)}, la matrice des coefficients, commute avec sa dérivée {\displaystyle \mathrm {d} \mathbf {L} /\mathrm {d} t} :
{\displaystyle \mathbf {x} (t)=\exp \left(\int _{t_{0}}^{t}\mathbf {L} (\tau )\,\mathrm {d} \tau \right)\cdot \mathbf {x} _{0}}
où {\displaystyle \exp } désigne l'opérateur d'exponentiation matricielle,. Dans le cas général on ne sait exprimer la solution que sous la forme d'un développement en série,.

### Systèmes différentiels autonomes
Quand on parle de systèmes autonomes la variable est en général le temps t. Un système différentiel est dit autonome si ses équations ne comportent aucune fonction de t autre que les fonctions inconnues et leurs dérivées (équations différentielles autonomes).
C'est notamment le cas du système de Lorenz ci-dessus, ainsi que des équations de Navier-Stokes si les paramètres ({\displaystyle \rho }, {\displaystyle {\vec {g}}}, etc.) et les conditions aux limites ne dépendent pas explicitement du temps.
La particularité d'un système autonome est que par tout point de l'espace des solutions il passe une trajectoire et une seule. Dans le cas du système de Lorenz par exemple, par tout point A (de coordonnées {\displaystyle x_{\mathrm {A} },y_{\mathrm {A} },z_{\mathrm {A} }}) il passe une unique trajectoire {\displaystyle \{x(t),y(t),z(t)\}} (au choix près de l'origine des temps).

#### Réciproque
Il est possible, dans une certaine mesure, de remonter des séries temporelles observées au système autonome qui les a engendrées, s'il est polynomial et suffisamment concis (jusqu'à 9 termes). La procédure, testée sur 28 cas théoriques impliquant jusqu'à 5 variables, est relativement robuste au bruit,.